# Éléonore de Nevers-Mantoue
Pour les articles homonymes, voir Éléonore de Mantoue.
Éléonore de Nevers-Mantoue, également appelée Éléonore de Mantoue, Éléonore de Gonzague-Mantoue ou Éléonore de Mayenne, née le 18 novembre 1630 à Mantoue (Mantoue) et morte le 6 décembre 1686 à Vienne (Autriche), fut impératrice du Saint-Empire, reine de Germanie, de Bohême et de Hongrie et archiduchesse d'Autriche par son mariage avec Ferdinand III du Saint-Empire.

## Biographie
Elle est la fille aînée de Charles II de Nevers-Mantoue et de Marie de Mantoue. Son ascendance la rattache aux maisons Gonzague, Lorraine, de Clèves, Médicis, de Savoie, d'Espagne et donc aux Habsbourg. Elle ne doit pas être confondue avec Éléonore de Gonzague-Mantoue, femme de l'Empereur Ferdinand II. En effet, Éléonore de Mantoue était issue de la branche aînée de la maison de Gonzague, tandis qu'Éléonore de Nevers-Mantoue était issue de la branche cadette, appelée couramment Nevers-Mantoue car entrée par mariages successifs en possession du duché de Nevers, mais aussi des duchés de Rethel et de Mayenne.
Le 30 avril 1651, à Wiener Neustadt en Autriche, elle devient la 3e épouse de Ferdinand III, roi de Hongrie et de Bohême, empereur germanique. Ils eurent ensemble quatre enfants :
- Thérèse Marie Josèphe (1652-1653),
- Éléonore Marie Josèphe (1653-1697) qui épouse en 1670, Michel Wisniowiecki (1640-1673), roi de Pologne et en 1678, Charles V de Lorraine (1643-1690), duc de Lorraine

- Marie-Anne-Josèphe (1654-1689) qui épouse en 1678, Jean-Guillaume de Neubourg-Wittelsbach (1658-1716), prince-électeur palatin

- Ferdinand (1657-1658)

Éléonore est considérée comme une femme très cultivée et pieuse. Elle a elle-même écrit des poèmes, dirigé une académie littéraire et encouragé la vie culturelle de Vienne. Bien qu'elle soit catholique, elle s'est montrée très tolérante à l'égard des écrivains protestants. Elle a fondé plusieurs monastères, dont le cloître des Ursulines à Vienne. Elle était aussi la protectrice de l'ordre de Carmélites fondé en 1662 à Vienne. De même, elle a fondé un ordre religieux appelé Les esclaves de la vertu (Sklavinnen der Tugend). Vienne lui doit aussi l'agrandissement du Hofburg. Lorsqu'en février 1668, un incendie éclata dans le château et détruisit la majeure partie du bâtiment, on retrouva, un peu plus tard, une croix reliquaire intacte sous les décombres. L'impératrice fonda alors le Sternkreuzorden, l'ordre de la Croix étoilée.
Devenue veuve en 1657 - et encouragée par son confesseur, le père Nadasi - elle continue activement son action culturelle et religieuse. Elle est très proche  de son gendre le duc en exil Charles V de Lorraine et favorise son mariage avec sa fille.
Éléonore est enterrée dans le cimetière impérial de la crypte des Capucins à Vienne.